# Austrolimnophila erecta
Austrolimnophila erecta là một loài ruồi trong họ Limoniidae. Chúng phân bố ở miền Cổ bắc.